# (604) Текмесса
(604) Текмесса (лат. Tekmessa) — астероид главного пояса, относящийся к спектральному классу X. Он был открыт 16 февраля 1906 года американским астрономом Джоэлом Меткалфом в Тонтонской обсерватории. Назван в честь дочери греческого царя Тевфранта, попавшей в плен во время Троянской войны.

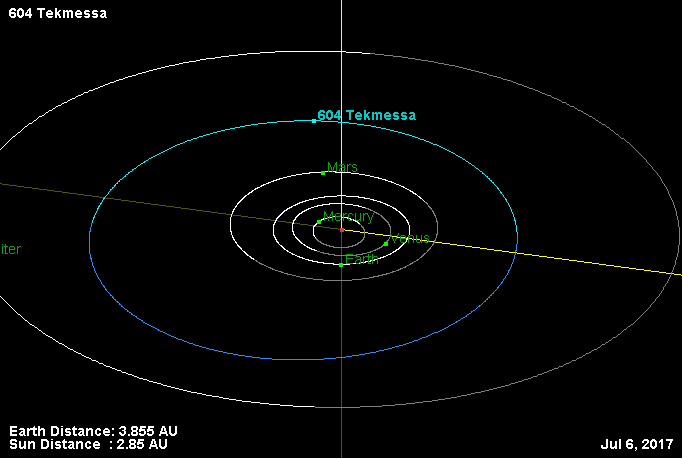
Орбита астероида Текмесса и его положение в Солнечной системе

Тиссеранов параметр относительно Юпитера — 3,172.